# Estádio Conde Rodolfo Crespi
O Estádio Conde Rodolfo Crespi, também conhecido como Estádio da Rua Javari, encontra-se localizado entre a Rua dos Trilhos e a Rua Javari, no bairro da Mooca, zona leste da cidade de São Paulo, no Brasil. Atualmente, o Clube Atlético Juventus é responsável por cuidar do estádio.
Tem capacidade para quatro mil torcedores, porém já teve a presença de mais de 15 mil pessoas.
Neste estádio, Pelé marcou o gol considerado o mais bonito de sua carreira.

## História
O estádio foi batizado com o nome do Conde Rodolfo Crespi, proprietário do Cotonifício Crespi, uma das primeiras instalações brasileiras de fiação a nível industrial e uma das maiores fábricas paulistas do início do século passado. Os funcionários do imigrante italiano se reuniram em 1924 para criar o clube, inicialmente chamado de Extra Crespi, contando com o apoio do próprio patrão. Inicialmente, a intenção da criação do clube era para que os trabalhadores pudessem ter uma alternativa de lazer aos fins de semana.
A família Crespi se estabeleceu no bairro da Mooca em 1895. Quatro anos mais tarde, um prédio de quatro andares foi erguido entre as ruas dos Trilhos, Taquari, Visconde de Laguna e Javari. O edifício abrigou durante anos a fábrica têxtil da família italiana, que fazia trabalhos desde a limpeza de algodão até a produção de tecidos e roupas.
No início do século XX, havia diversos campos de várzea em São Paulo e o Extra São Paulo passou a ganhar destaque nesses campeonatos. O sucesso dos funcionários do Cotonifício Crespi fez com que a equipe se inscrevesse na Associação Paulista de Esportes Atléticos (APEA), órgão proporcional à Federação Paulista de Futebol atualmente. Em junho de 1915, a diretoria tomou posse na sede da Rua da Mooca.
Quatro anos mais tarde, enfim, o estádio da Rua Javari foi inaugurado, em 13 de novembro de 1919. Ele fica no local onde antes se erguiam as cocheiras da Mooca. Inicialmente, o espaço contava apenas com um campo de futebol. Depois, foi posteriormente reinaugurado em 13 de julho de 1941, com a primeira partida entre o Juventus e o Corinthians, resultando em 3 a 1 para os corintianos.
O estádio não fica conjunto com o clube (localizado na Rua Juventus). Em 2006, sofreu uma reforma em uma das suas instalações e passou a possuir cadeiras estofadas na tribuna de honra, assentos grená e branco na arquibancada coberta, placar eletrônico e expansão do complexo de som.

## Estrutura
O estádio do clube de uniforme grená, conta com uma área de aproximadamente 15 mil m². Suas dimensões são de 69,30 metros de largura por 105 metros de comprimento.
Dentro do Estádio da Javari existem diversos estabelecimentos, como sala de televisão, academia, ambulatório médico, lanchonete, departamento futebolístico, estacionamento, vinte quartos, refeitório, quadra de futsal, cozinha, espaço especial com banheiro privativo para pessoas com algum tipo de deficiência, espaço para a imprensa, uma secretaria para o departamento de futebol, garagem para ônibus, um vestiário feminino e grades de proteção para preservar a segurança da equipe visitante. Para um conforto adequado para a tribuna de honra, o Clube ofereceu cadeiras estofadas e assentos brancos e grenás para a arquibancada coberta. Disponibilizou ainda, um placar eletrônico, ampliação do sistema de som e piso para o estacionamento. Em 2010, ocorreu mais uma grande reforma, incluindo nos alojamentos novos corrimãos, troca do gramado, manutenção e pintura geral, retirada de infiltrações, instalação de novas portas e fechaduras, ampliação do refeitório, aquisições de equipamentos e enxovais e reforma do alambrado.
Já em 2012, houve uma reforma na concentração dos jogadores profissionais. Novos pisos, telhados e forros foram instalados. A mobília antiga foi trocada, visando uma melhora na acomodação e o bem estar para os atletas e comissão técnica. E, em novembro, o gramado passou, novamente, por outra grande reforma para atendes às exigências do Campeonato da Série A2 que aconteceu no ano de 2013.
Um fato curioso sobre o estádio está no fato de que ele apenas recebe jogos no período em que há luz do sol, pois não existe sistema de iluminação presente. Mas nem sempre foi assim: em 6 de julho de 1957 foi disputado o primeiro jogo no período da noite da história do estádio. O Juventus recebeu o time do Palmeiras que saiu com a vitória pelo placar de 3x1. A iluminação não perdurou por muito tempo, envolvendo uma série de boatos sem nenhuma confirmação; o fato é que depois de 1960, mais nenhum jogo foi disputado à noite.

## Jogos históricos
O recorde de público confirmado do estádio foi na partida do Juventus contra o Santos FC em 15 de maio de 1976: 14 316 pagantes.
Pelé afirma que seu gol mais bonito foi marcado neste estádio, em um jogo do Campeonato Paulista realizado em 2 de agosto de 1959 contra o Juventus. Como não existe nenhuma filmagem deste feito, Pelé pediu e o mesmo foi recriado em computador para o documentário Pelé Eterno.

## Tombamento
O Estádio Conde Rodolfo Crespi foi incluído pela comunidade de moradores na lista de bens a serem preservados para o Plano regional Estratégico, junto à subprefeitura da Mooca em 2004, com a intenção do local ser reconhecido como um importante patrimônio cultural e ser tombado, o que garantiria a proteção contra possíveis especulações imobiliárias ou reformas na área.
Em 2005, o vereador Juscelino Gadelha, do Partido da Social Democracia Brasileira, apresentou uma proposta de tombamento do estádio para o Departamento do Patrimônio Histórico de São Paulo afirmando que o estádio faz parte da história da cidade e não pode sucumbir a empreitadas imobiliárias, porém, o projeto não teve continuidade. No projeto do vereador também estava incluso o estádio Nicolau Alayon, localizado na Avenida Marquês de São Vicente, e pertence ao Nacional.
O Estádio atualmente faz parte de um estudo de tombamento que inclui alguns imóveis indicados como Zonas Especiais de Preservação Cultural (Zepec) através da Lei nº. 13 885/2004, fato que garante sua proteção. Se encontra sob condição de aprovação para projetos de intervenção em bens protegidos, estes reconhecido pelo Diário Oficial do Estado de São Paulo.

## O famoso cannoli
Antônio Pereira Garcia participa há vários anos dos campeonatos da categoria dente-de-leite do clube. Ele vende para os torcedores juventinos seu cannoli italiano. feito com uma massa folhada frita em forma de tubo, podendo ser recheada com chocolate ou creme.
Quando começou a trabalhar com José e Ida, um casal italiano, aprendeu a receita e ao longo do tempo, a aperfeiçoou.
Atualmente, tem grande dificuldade para se locomover, pois em 2012, sofreu vários infartos. Porém, mesmo com dificuldade, continua vendendo os doces com a ajuda de três funcionários - sendo um deles seu filho, Paulinho. Normalmente, são vendidos mais de 400 cannolis durante os jogos.

## Galeria

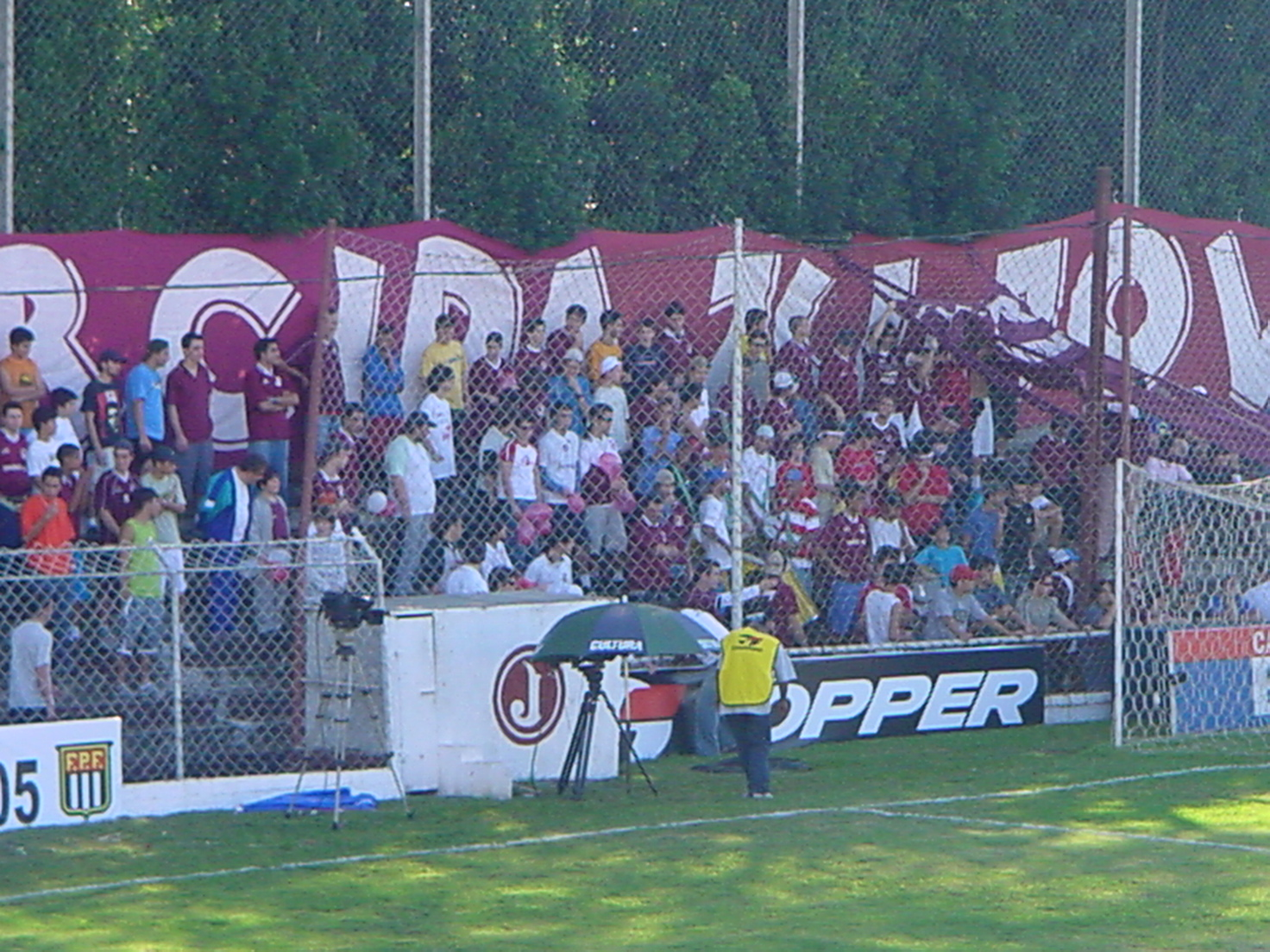
Torcida Ju Jovem, uma das principais organizadas do Juventus
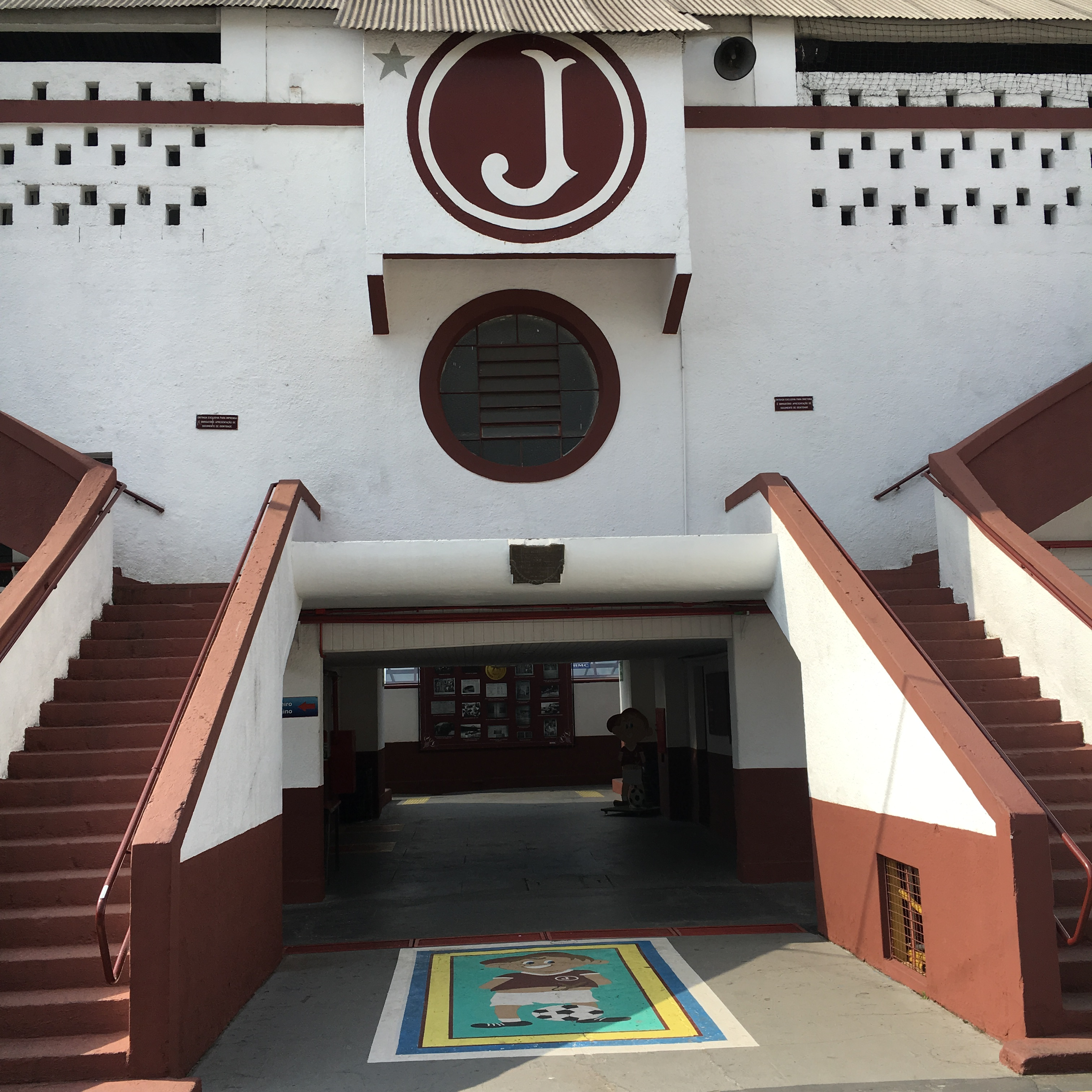
Fachada do setor principal do estádio
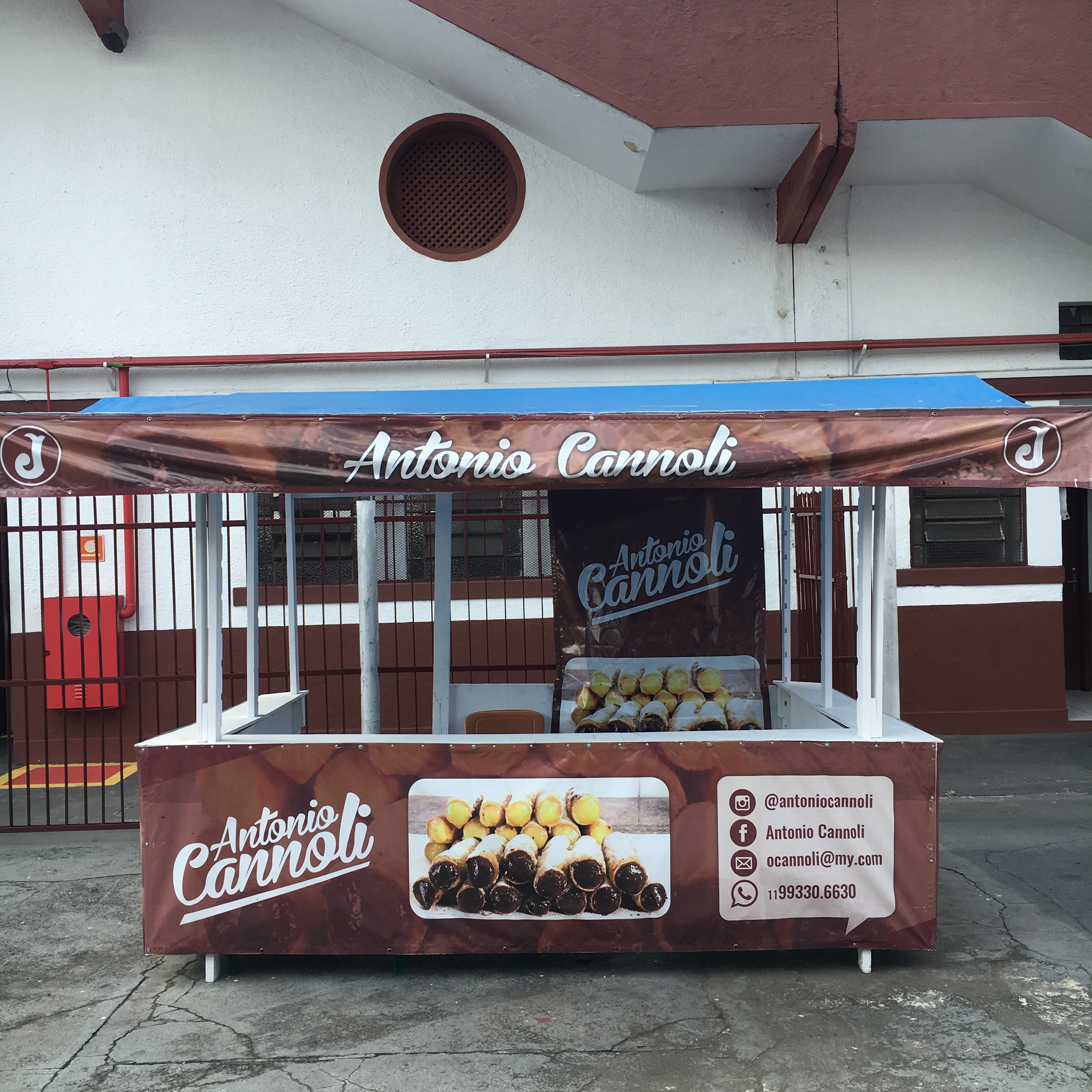
Tradicional barraca do cannoli
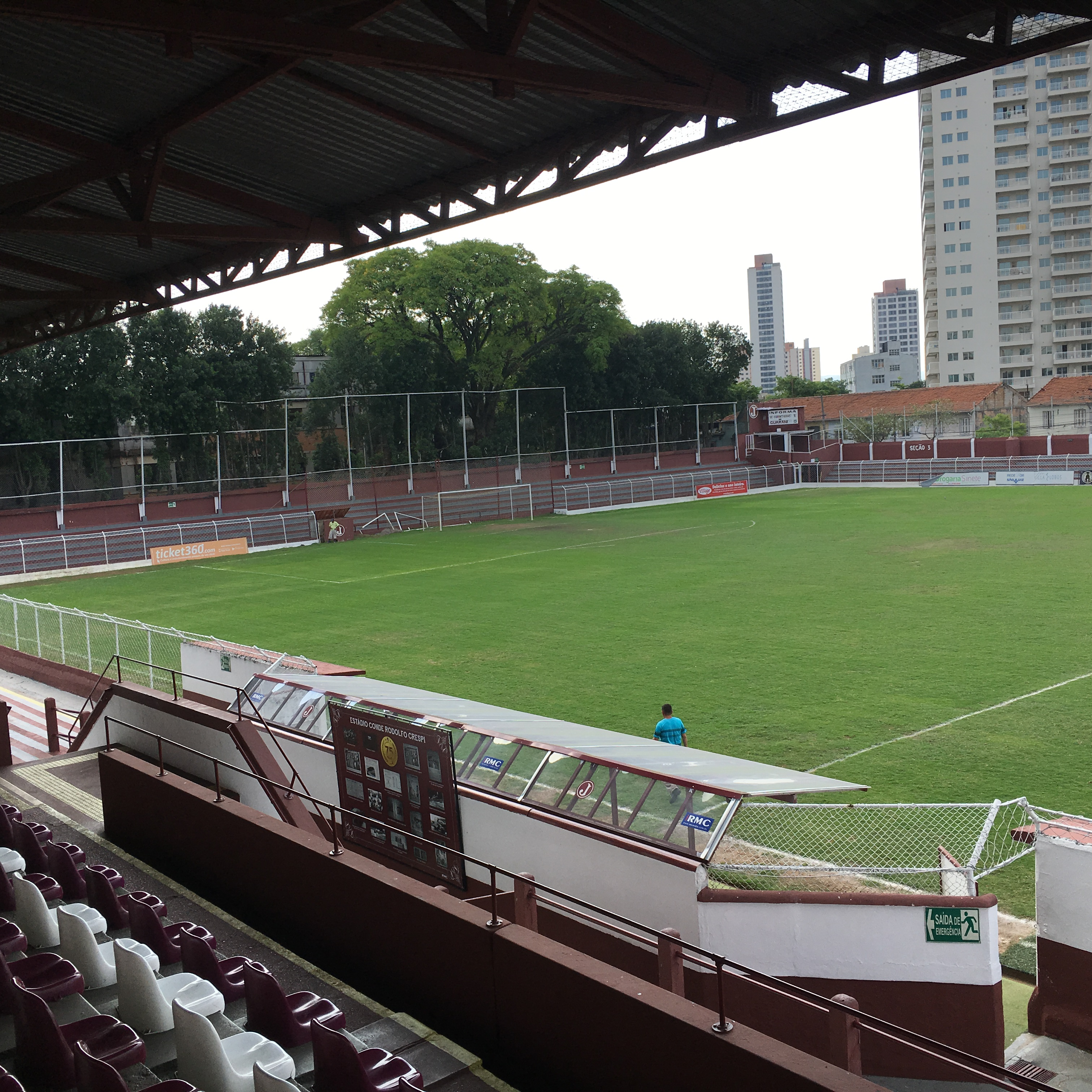
Visão do setor coberto do estádio
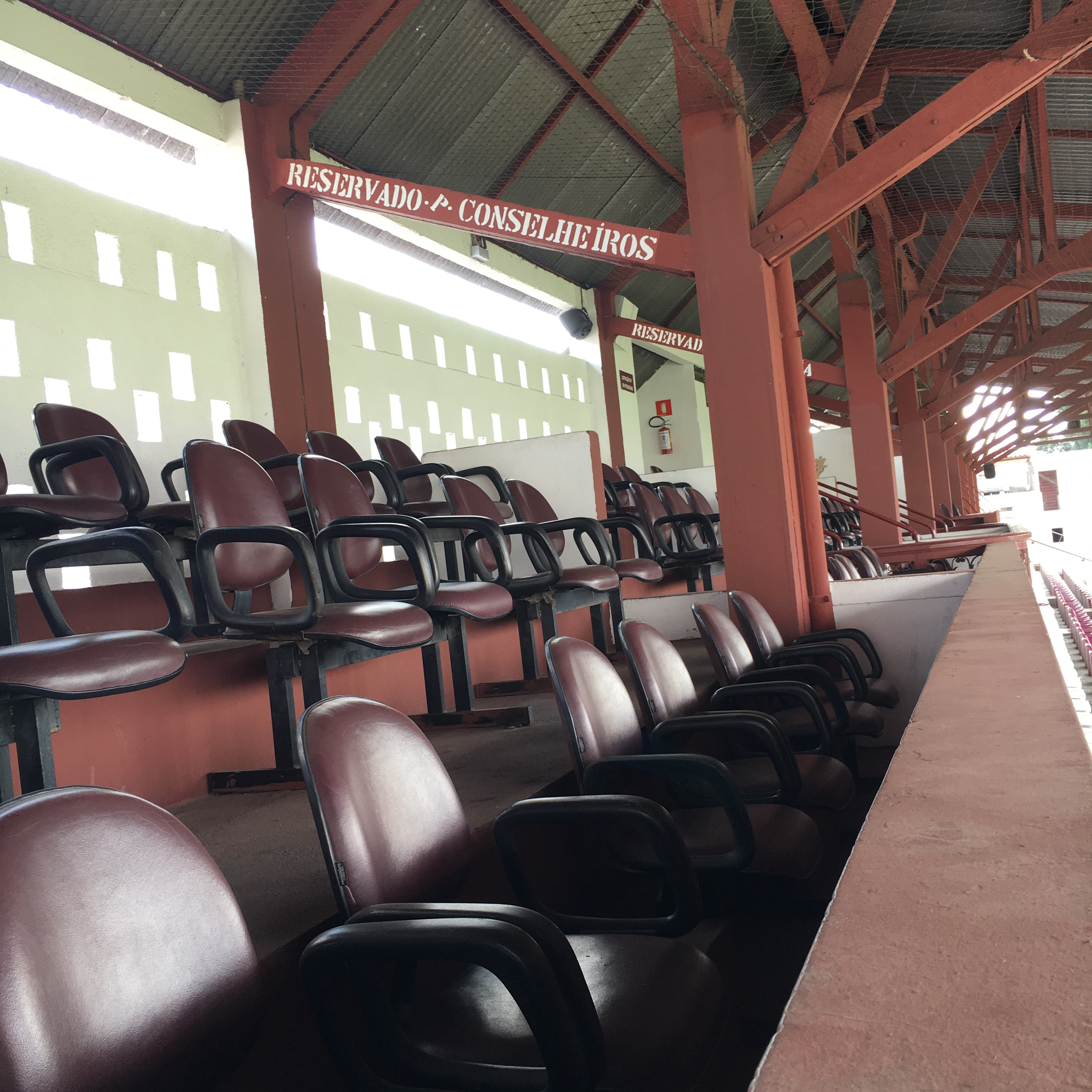
Tribuna de Honra do estádio
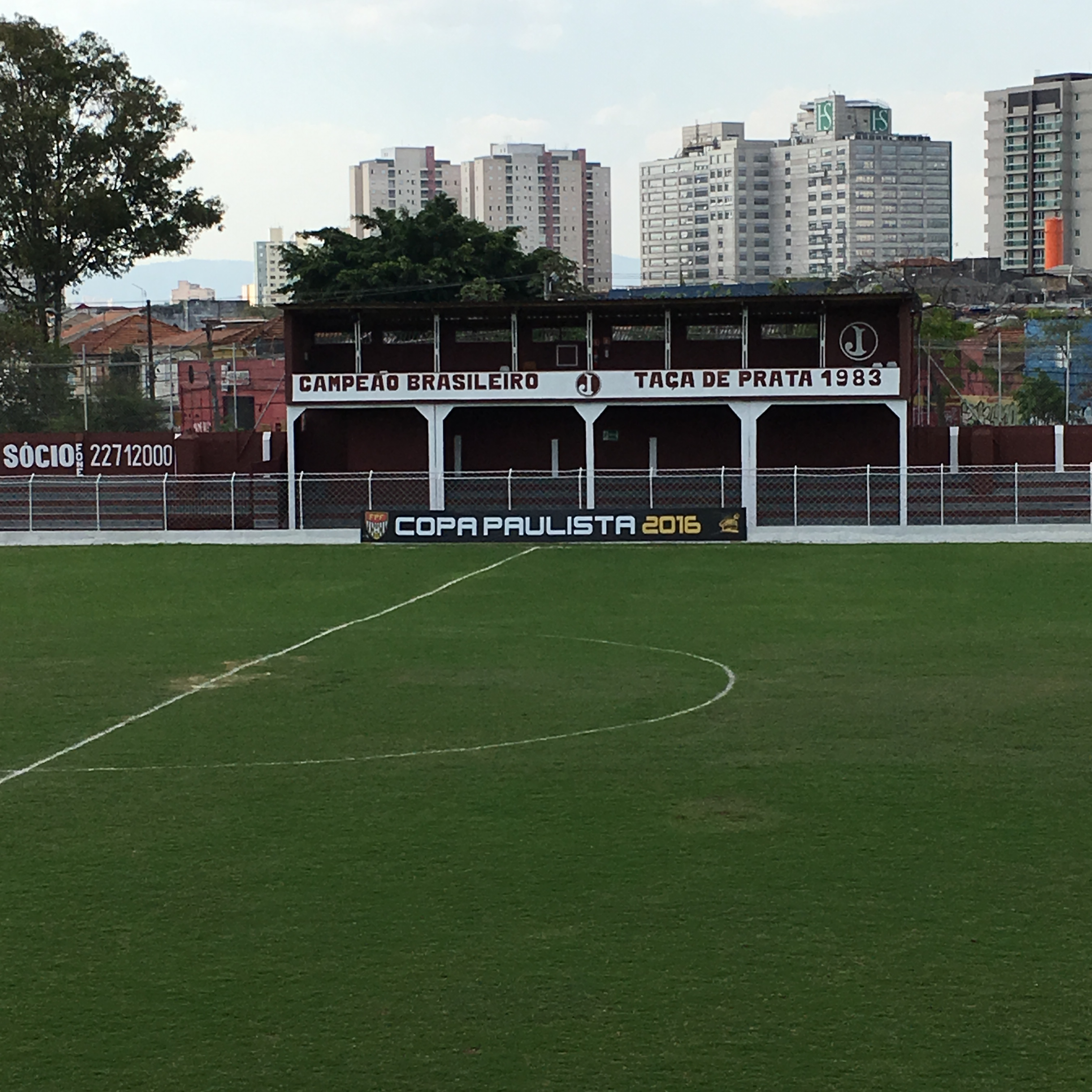
Setor oposto à arquibancada coberta
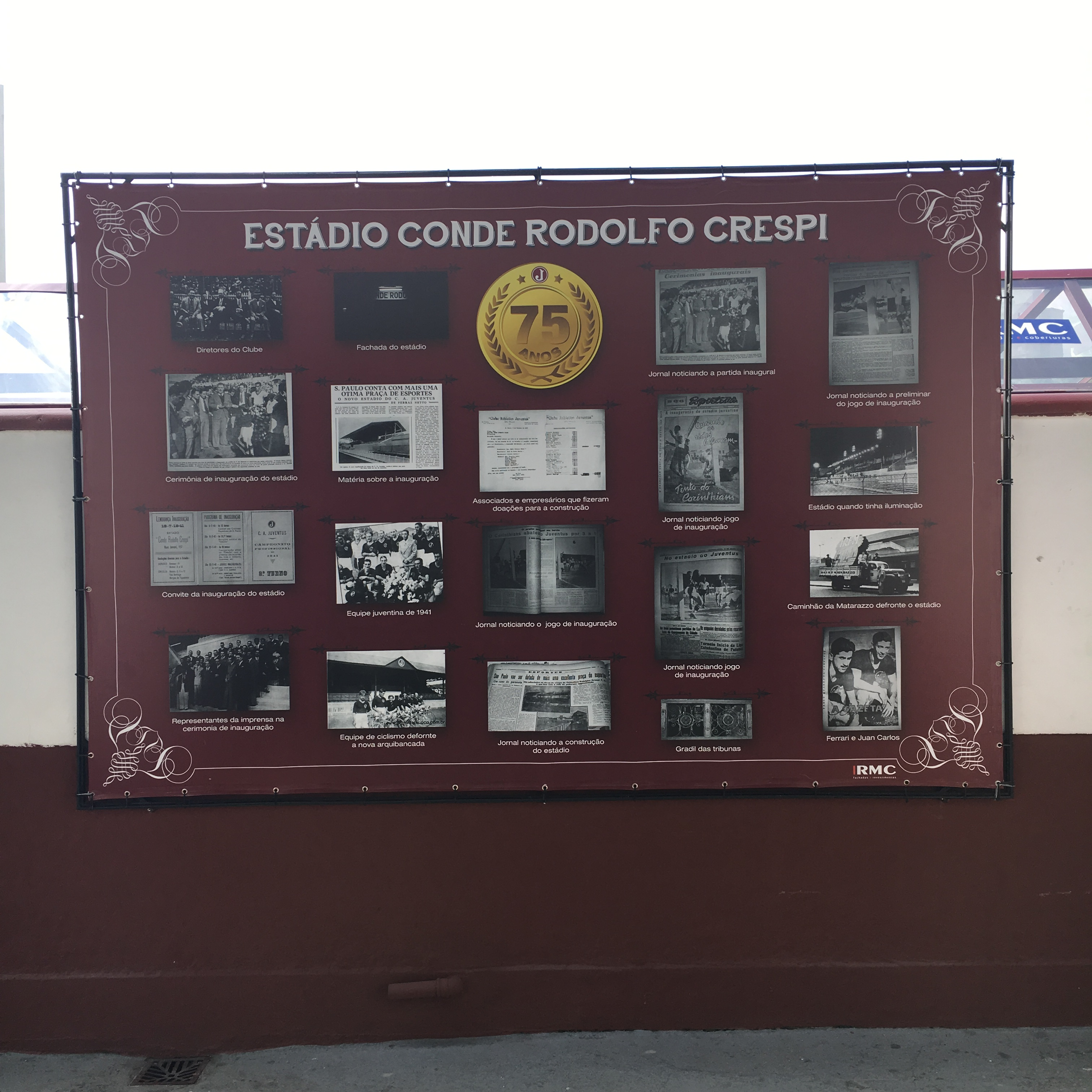
Cartaz com manchetes históricas do Juventus
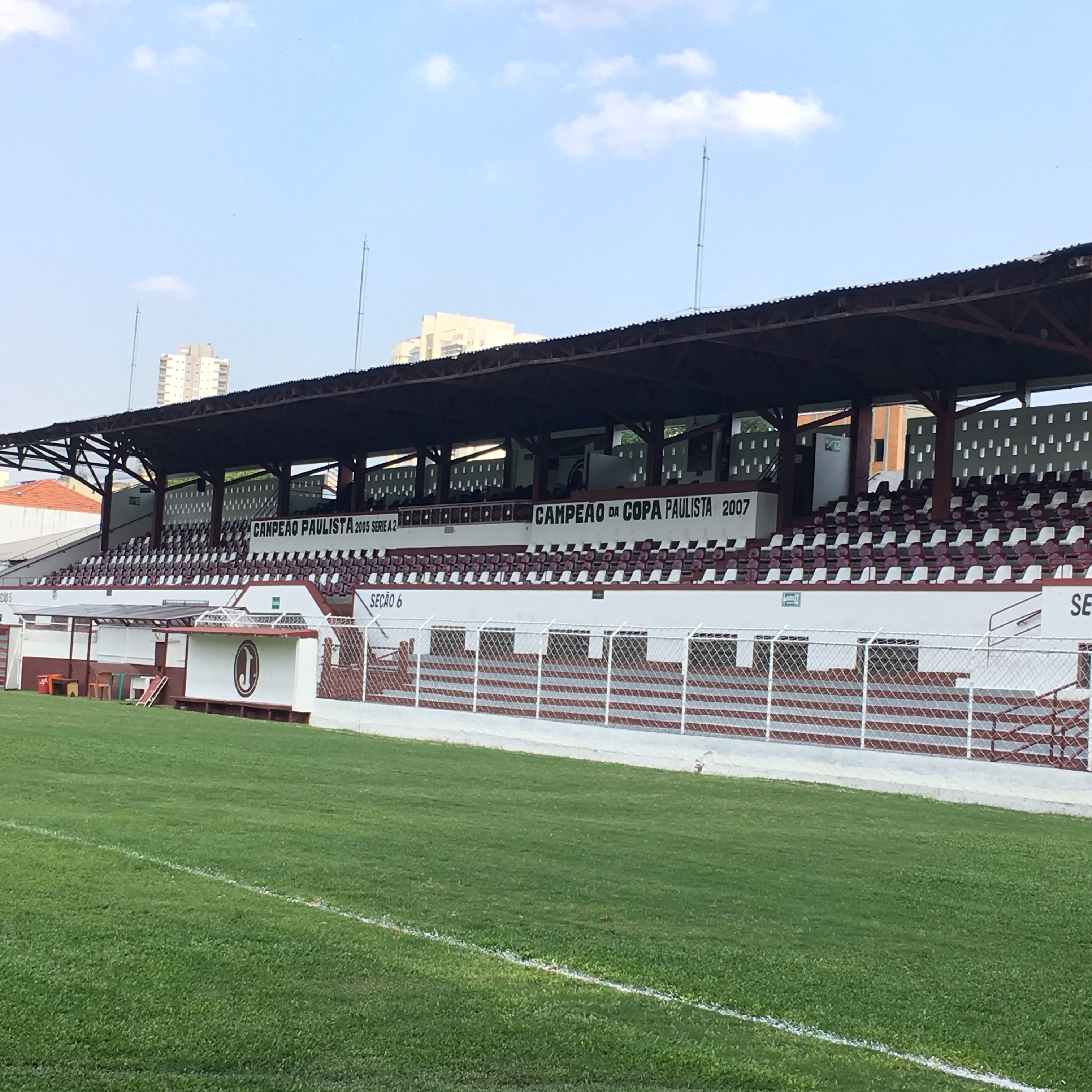
Setor que abriga as cadeiras, tribuna de honra e cabines de imprensa